# Deiblerstraße 20 (Ettlishofen)

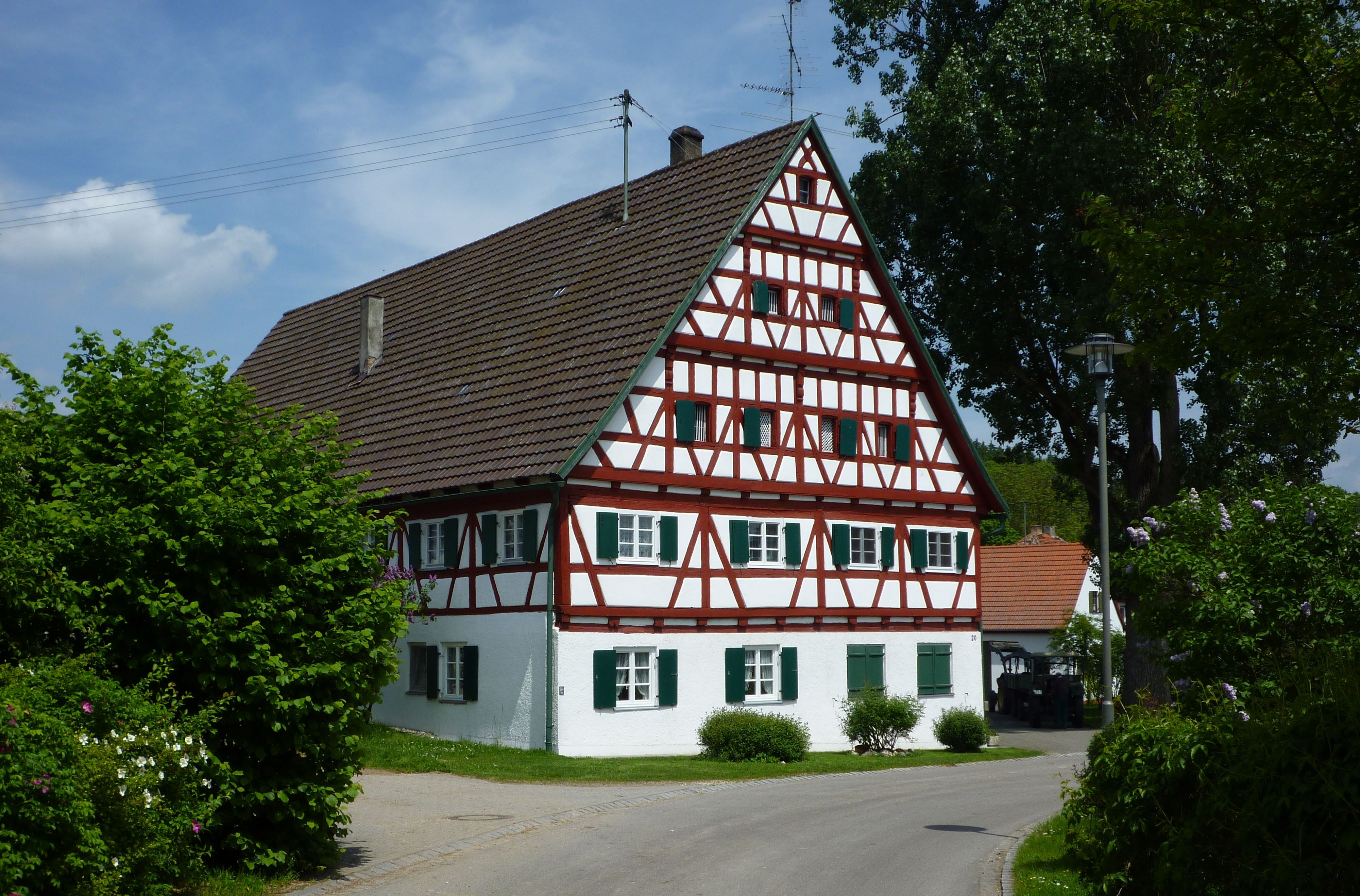
Fachwerkhaus Deiblerstraße 20 in Ettlishofen

Das Gebäude Deiblerstraße 20 in Ettlishofen, einem Gemeindeteil von Bibertal im schwäbischen Landkreis Günzburg in Bayern, wurde im Jahr 1748 errichtet. Das Fachwerkhaus ist ein geschütztes Baudenkmal.
Der Bauernhof war im 18. Jahrhundert ein Lehen der kaiserlich-österreichischen Markgrafschaft Burgau. An der Südwestecke des Hauses ist eine Inschrift mit der Jahreszahl 1748, dem Erbauungsjahr, angebracht. 
Der zweigeschossige Wohnstallbau wird von einem Satteldach gedeckt. Alle Geschosse kragen vor. Mann-Figuren und ornamentale Kerbschnitzereien schmücken das hohe Fachwerkhaus.